# Something’s Gotta Give
Something’s Gotta Give — пятый студийный альбом американской хардкор группы Agnostic Front, вышедший в июне 1998 года на Epitaph Records, и являвшийся первым полноценным альбомом с 1992 года.
Одним из продюсеров альбома стал Билли Милано (Billy Milano), фронтмен групп S.O.D. и M.O.D..

## Об альбоме
По сравнению с трэшевым саундом предыдущего альбома группы (One Voice), стало заметно возвращение к традиционному хардкор-звучанию. На альбоме в качестве бэк-вокалистов участвуют Тим Армстронг (Tim Armstrong), Ларс Фредериксен (Lars Frederiksen) из Rancid, Джимми Гестапо (Jimmy Gestapo) из Murphy’s Law. На песню «Gotta Go» позднее был снят видеоклип.

## Список композиций
1. «Something’s Gotta Give» — 1:52
2. «Believe» — 1:38
3. «Gotta Go» — 3:35
4. «Before My Eyes» — 2:10
5. «No Fear» — 2:01
6. «Blinded» — 2:42
7. «Voices» — 2:16
8. «Do or Die» — 2:12
9. «My War» — 2:14
10. «Bloodsucker» — 1:41
11. «The Blame» — 2:11
12. «Today, Tomorrow, Forever» — 2:27
13. «Rage» — 1:32
14. «Pauly the Dog» — 0:48
15. «Crucified» (кавер-версия Iron Cross) — 3:25

## Участники записи
- Роджер Мирет (Roger Miret) — вокал
- Винни Стигма (Vinnie Stigma) — гитара
- Роб Кабула (Rob Kabula) — бас
- Джим Колетти (Jim Colletti) — ударные
- Брэд Логан (Brad Logan) — гитара, бэк-вокал
- Запись — Explosive Sound Design, Хобокен, Нью-Джерси, США
- Продюсирование — Билли Милано, Роджер Мирет
- Звук — Билли Милано